# خوسيه لويس فيلوسو
خوسيه لويس فيلوسو (بالإسبانية: José Luis Veloso)‏ مواليد 23 مارس 1937 في سانتياغو دي كومبوستيلا، هو لاعب كرة قدم إسباني سابق كان يلعب كمهاجم. لعب خلال مسيرته 278 مباراة سجل خلالها 121 هدفاً.

## مرحلة الشباب

### أندية لعب لها
- سانتياغو

## المسيرة الاحترافية

### أندية لعب لها
- سانتياغو
- ديبورتيفو لاكورونيا
- ريال مدريد
- نادي أورينسي
- رايو فايكانو
- نادي كومبوستيلا

## روابط خارجية
- خوسيه لويس فيلوسو على موقع الاتحاد الأوربي (الإنجليزية)
- خوسيه لويس فيلوسو على موقع قاعدة بيانات كرة القدم.إي يو (الإنجليزية)
- خوسيه لويس فيلوسو على موقع ناشيونال فوتبول تيمز (الإنجليزية)
- خوسيه لويس فيلوسو على موقع عالم كرة القدم.نت (الإنجليزية)